# Parc national de la Vanoise
Parc national de la Vanoise – najstarszy park narodowy we Francji. Utworzony został 6 lipca 1963 roku. Znajduje się w Alpach Graickich, przy czym zdecydowana większość jego obszaru leży na terenie Masywu Vanoise, obejmując południowo-zachodnią, najwyższą i najbardziej atrakcyjną przyrodniczo część tej grupy górskiej. Rozciąga się na powierzchni około 530 km². Od 1972 wschodnia część parku Vanoise, położona między przełęczą Col de l’Iseran na zachodzie a granicą francusko-włoską na wschodzie, na odcinku kilku kilometrów łączy się z włoskim parkiem narodowym Parco Nazionale del Gran Paradiso, tworząc jeden wysokogórski obszar chroniony o powierzchni około 1250 km².

## Historia
U podstaw starań o otoczenie ochroną przyrody masywu Vanoise legło całkowite wyginięcie na tym terenie symbolicznego dla Alp zwierzęcia - koziorożca (obecnie symbol Parku Narodowego Vanoise), a także fakt przekształcenia w 1922 sąsiedniego, włoskiego królewskiego rezerwatu przyrody Gran Paradiso w park narodowy. Inicjatywę w tym zakresie wykazywały od 1943 nie tylko wpływowe francuskie organizacje turystyczne (Club Alpin Français, Touring Club de France i in.), lecz nawet organizacje łowieckie.
Okres planowania, wytyczania granic przyszłego parku, licznych konsultacji oraz analiz wpływu jego istnienia na życie miejscowej ludności i funkcjonowanie gospodarki zainteresowanych gmin trwał 20 lat. Dekret powołujący park został podpisany w dniu 6 lipca 1963 r. Trzy główne zadania parku to:
- ochrona miejscowej przyrody;
- upowszechnianie wiedzy o tej przyrodzie i potrzebie jej ochrony;
- uczestniczenie w rozwoju lokalnych społeczeństw i podtrzymywaniu ich dziedzictwa kulturalnego oraz tradycyjnych form aktywności gospodarczej.

Pierwszym dyrektorem parku został Maurice Bardel.

## Struktura parku
Organem nadrzędnym parku jest Rada Administracyjna (franc. Conseil d'Administration), licząca 40 członków. Określa ona główne kierunki działania parku, akceptuje program jego zagospodarowania, zatwierdza budżet oraz nadzoruje pracę Dyrekcji parku. W zakresie ochrony przyrody Radę Administracyjną wspiera Rada Naukowa (franc. Comité Scientifique), która zajmuje się również szkoleniem strażników parku. Organem wykonawczym parku jest Dyrektor, mający do dyspozycji ok. 30-osobowy personel naukowy, administracyjny i techniczny oraz ok. 40 terenowych strażników przyrody, odpowiedzialnych również za nadzór i obsługę ruchu turystycznego.
Park obejmuje strefę ścisłej ochrony (franc. zone centrale) oraz otaczającą ją otulinę (franc. zone périphérique). Na obszarze strefy ścisłej ochrony wytyczono pięć rezerwatów przyrody (franc. réserve naturelle), z tego cztery zarządzane bezpośrednio przez park:
- Tignes-Champagny (na terenach gmin Tignes i Champagny-en-Vanoise);
- la Bailletaz (na terenach gminy Val d’Isère);
- la Grande Sassière (na terenach gminy Tignes);
- le Plan de Tuéda (na terenach gminy Allues);

oraz piąty
- les Hauts (na terenach gminy Villaroger), zarządzany przez francuskie Lasy Państwowe (franc. Office national des Forêts).

Park Narodowy La Vanoise położony jest w całości na terenie departamentu Sabaudia. Rozciąga się na obszarze 29 gmin: Aussois, Avrieux, Bellentre, Bessans, Bonneval-sur-Arc, Bourg-Saint-Maurice, Bramans, Champagny-en-Vanoise, Landry, Lanslebourg-Mont-Cenis, Lanslevillard, Les Allues, Modane, Montvalezan, Peisey-Nancroix, Planay, Pralognan-la-Vanoise, Saint-André, Saint-Bon-Tarentaise, Saint-Martin-de-Belleville, Sainte-Foy-Tarentaise, Séez, Sollières-Sardières oraz Termignon.

## Geologia

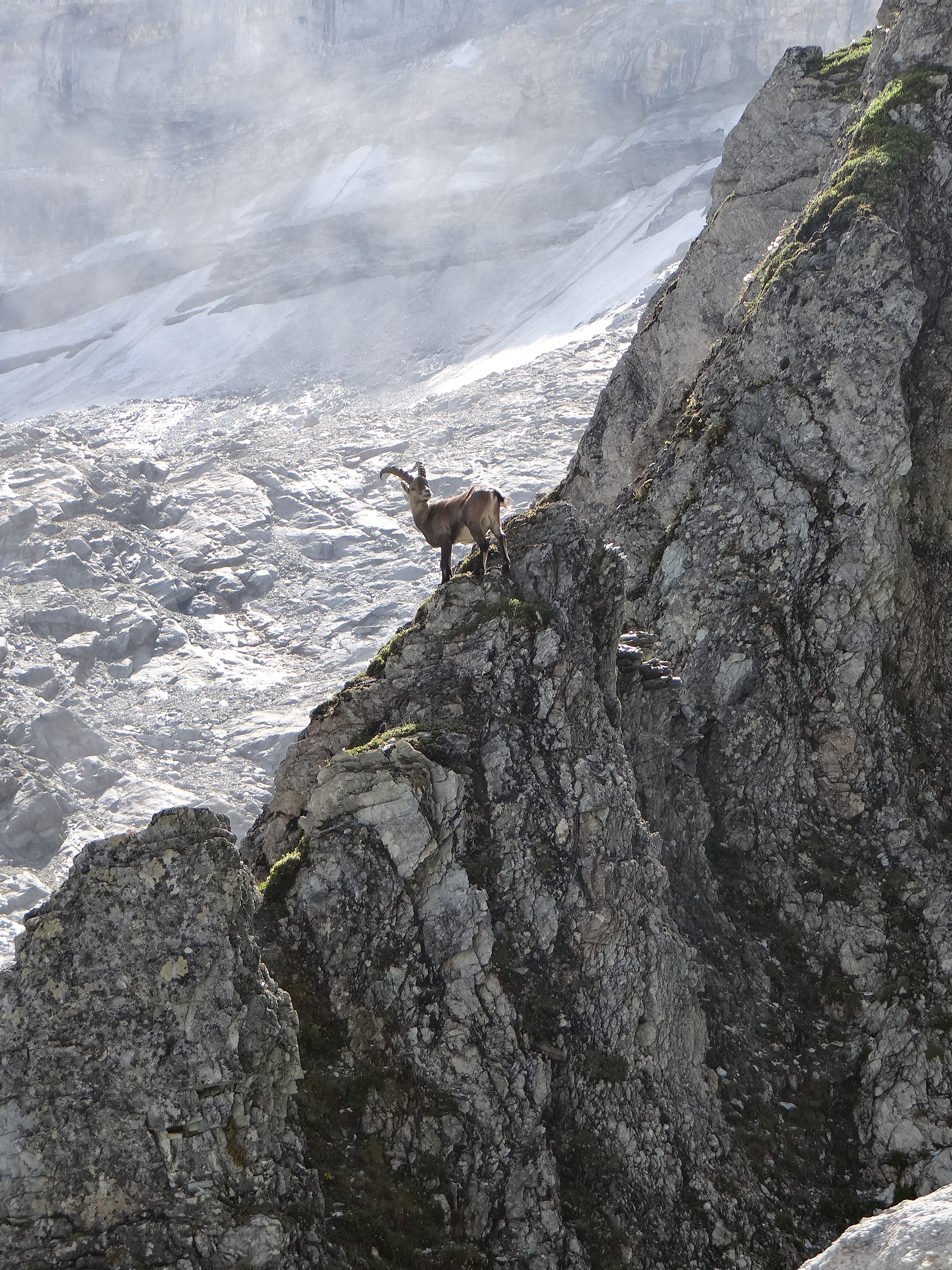
Koziorożec alpejski w parku narodowym

## Piętra roślinne i flora
Park narodowy Vanoise obejmuje rozległy ekosystem o charakterze wysokogórskim, w którym naturalna roślinność układa się, jak wszędzie w górach, w charakterystyczne piętra roślinne. O składzie gatunkowym i rozmieszczeniu roślin decydują tu również warunki terenowe, jak ekspozycja w stosunku do stron świata, stromość stoków i odczyn podłoża (gleby).
- Piętro reglowe zajmuje przedział wysokości od 800 do 1500 m n.p.m. Reprezentowane jest w przeważającej większości na terenie otuliny parku. Pierwotnie zajmowały je w całości lasy, głównie lubiące chłód i wilgoć żyzne buczyny z bukiem i jodłą jako gatunkami dominującymi. W niższych położeniach o wystawie południowej, przede wszystkim po stronie doliny Maurienne, występują lasy sosnowe. Pięknym i dość często jeszcze spotykanym gatunkiem w tym piętrze, ale zwłaszcza na podłożu o odczynie zasadowym, jest storczyk obuwik pospolity (Cypripedium calceolus L.), chroniony we Francji od 1982.

	Poczynając od końca średniowiecza postępowało systematyczne wylesianie stoków i zamienianie ich na pastwiska i łąki kośne. Łąkowe zbiorowiska roślinne, które z biegiem czasu na nich powstały, są obecnie również przedmiotem ochrony. Jednym z najbardziej charakterystycznych gatunków tu spotykanych jest mikołajek alpejski (Eryngium alpinum), nazywany (niewłaściwie) „niebieskim ostem” (franc. chardon bleu) lub bardziej romantycznie – „królową Alp” (franc. reine des Alpes).
- Na wysokości od 1500 do 2000 m n.p.m. rozciąga się piętro subalpejskie. W niższych położeniach występują tu lasy świerkowe i modrzewiowe. Górną granicę lasu wyznaczają zwykle zagajniki limbowe. Limby (franc. arolle) na najwyżej wysuniętych stanowiskach, narażonych na porywiste i mroźne wiatry, przyjmują tu często tzw. formy kandelabrowe lub sztandarowe. W runie cienistych lasów świerkowych i limbowych rośnie tu m.in. zimoziół północny (Linnaea borealis) – gatunek borealny, spotykany we Francji na swej zachodniej granicy występowania tylko w grupie górskiej Vanoise.

	Górne partie piętra subalpejskiego zajmują rozległe zarośla różanecznika alpejskiego (Rhododendron ferrugineum), jałowców i wrzośca alpejskiego (Erica carnea), borówczyska z borówką czarną jagodą, a na stanowiskach najuboższych – zarośla kosodrzewiny. Zbiorowiska te oznaczane są tu francuską nazwą les landes. Wzdłuż dolin potoków ciągną się zarośla olchy zielonej, znanej w Sabaudii pod nazwą l’arcosse. To wysoko podchodzące, nieduże drzewo liściaste, odporne na mróz i uszkodzenia mechaniczne, należy do tzw. gatunków pionierskich, kolonizujących osuwiska, żleby i stare lawiniska. Olszyny górskie w gminie Champagny-en-Vanoise należą do największych i najlepiej wykształconych w całej Francji.
- Piętro alpejskie obejmuje tereny na wysokości od 2000 do ok. 2800–3000 m n.p.m. Najbardziej charakterystycznymi zbiorowiskami roślinnymi są tu murawy wysokogórskie, których skład gatunkowy jest bardzo zależny od zasadowości podłoża. Typowym przedstawicielem muraw kwaśnych jest arnika górska (Arnica montana) o żółtych kwiatach. Innym charakterystycznym gatunkiem jest ciemnogłów wąskolistny (Nigritella nigra) – przedstawiciel storczykowatych o krwistoczerwonym kwiatostanie, wydzielającym zapach wanilii, skąd wzięła się jego nazwa francuska l’orchis vanille.

- Piętro subniwalne (piętro turni) obejmuje tereny położone zwykle powyżej 2800 m n.p.m. Rośliny nasienne rozwijają się tu tylko na cienkich warstwach gleby w zagłębieniach i załomach skalnych. Typowymi gatunkami są m.in. lepnica bezłodygowa (Silene acaulis) i wybitnie wapieniolubna skalnica gronkowa (Saxifraga paniculata). Depresje terenowe, zwłaszcza wyleżyska śnieżne, są miejscem występowania urdzika alpejskiego (Soldanella alpina), a skalne półki – wierzby zielnej (Salix herbacea), najmniejszego drzewa świata o wysokości zaledwie 2 cm!

Na najwyższe szczyty w parku Vanoise dochodzą już jedynie mchy i porosty. Na wierzchołku Grande Casse (3855 m n.p.m.), najwyższym w grupie, stwierdzono występowanie 16 gatunków spośród nich.
- Powyżej 3000 m n.p.m. (lokalnie niżej) pojawia się piętro niwalne (piętro wiecznych śniegów), które praktycznie pozbawione jest jakiejkolwiek roślinności.

## Fauna
W pierwotnej faunie tych okolic występowały m.in. następujące charakterystyczne gatunki zwierząt:
- niedźwiedź brunatny
- wilk szary
- ryś euroazjatycki
- orłosęp
- orzeł przedni
- cietrzew zwyczajny
- pardwa górska
- kozica północna
- koziorożec alpejski
- świstak alpejski

Do chwili utworzenia parku na terenie grupy górskiej Vanoise z powyższej listy wyginęły cztery pierwsze gatunki. Koziorożec przetrwał w liczbie zaledwie 40 osobników. Właściwie prowadzona ochrona spowodowała, że w 1990 r. na terenie parku żyło już ponad 700 koziorożców, a obecnie ich liczba sięga już 2,5 tys. sztuk, co stanowi ok. 1/3 całej francuskiej populacji tego zwierzęcia. Liczba kozic z początkowej ok. 400 osobników wzrosła w 1990 r. do 5 tys., a obecnie utrzymuje się na poziomie ok. 5,5 tys. sztuk. Populacja świstaków jest stabilna: ze względu na specyficzny tryb aktywności rocznej nie zagraża jej narciarstwo, a nawet ożywiony ruch turystyczny w niektórych rejonach parku. Dla pardwy natomiast zagrożeniem są nie tylko turyści latem, ale również narciarze. Populacja orła przedniego utrzymuje się na poziomie 20 par.
Obecnie podejmuje się próby reintrodukcji niektórych pozostałych zwierząt. Od 1986 r. trwa próba restytucji orłosępa, który wyginął tu w końcu XIX w. Pierwsze wędrowne osobniki zaobserwowano w parku w 1989 r., a w 2002 r. potwierdzone zostały po raz pierwszy 2 udane gniazdowania tego gatunku. Największym zagrożeniem dla orłosępa, obok kłusowników, są linie wysokiego napięcia i liny kolei linowych.

## Zagospodarowanie turystyczne
Na terenie parku istnieje ok. 600 km wytyczonych szlaków turystycznych oraz blisko 40 schronisk i niezagospodarowanych schronów turystycznych.